# Perucetus colossus
Perucetus colossus was een walvisachtig zeedier dat zo'n 39 miljoen jaar geleden leefde. Het was het zwaarste dier op aarde en zou maximaal 340.000 kilo zwaar geweest zijn.